# Breda Ba.16
Il Breda A.16, citato anche come Breda A16 e successivamente ridesignato Breda Ba.16, era un aereo da ricognizione ad ala alta a parasole realizzato dall'azienda italiana Società Italiana Ernesto Breda dalla fine degli anni venti e rimasto allo stadio di prototipo.
Sviluppato dalla versione a lungo raggio A.7 Raid, venne proposto senza successo al Ministero dell'aeronautica.

## Tecnica
L'A.16/Ba.16 era un velivolo dall'aspetto moderno per il periodo, che manteneva sostanzialmente l'impostazione del precedente A.7 con modifiche esterne minime.
La fusoliera, di costruzione interamente metallica, era dotata di due abitacoli aperti in tandem, con l'anteriore per il pilota ed il posteriore riservato all'osservatore, quest'ultimo dotato di una mitragliatrice brandeggiabile da difesa. Posteriormente terminava in una coda dall'impennaggio tradizionale monoderiva ed i piani orizzontali controventati.
La configurazione alare era monoplana dotata di ala posizionata alta a parasole, collegata alla fusoliera da robusti montanti trasversali, assieme a tiranti in filo d'acciaio, ed un castello centrale tubolare.
Il carrello d'atterraggio era fisso ed integrato posteriormente da un ruotino d'appoggio posizionato sotto la coda.
La propulsione era affidata ad un motore Bristol Jupiter VIII, un radiale 9 cilindri posti su un'unica fila e raffreddato ad aria, capace di sviluppare una potenza pari a 440 hp (328 kW), posto sull'estremità anteriore della fusoliera ed abbinato ad un'elica quadripala in legno a a passo fisso.

## Impiego operativo
L'A.16/Ba.16 venne valutato da una commissione esaminatrice della Regia Aeronautica senza però riscuotere eccessivo interesse.

## Utilizzatori
Italia
- Regia Aeronautica